# Stomiopera
A Stomiopera a madarak osztályának a verébalakúak (Passeriformes) rendjébe, ezen belül a mézevőfélék (Meliphagidae) családjába tartozó  nem. Besorolásuk vitatott, egyes szervezetek a Lichenostomus nembe sorolják ezeket a fajokat is.

## Rendszerezésük
A nemet Heinrich Gottlieb Ludwig Reichenbach német botanikus és ornitológus írta le 1852-ben, az alábbi két faj tartozik ide:
- dudoros mézevő (Stomiopera unicolor vagy Lichenostomus unicolor)
- citromsárga mézevő (Stomiopera flava vagy Lichenostomus flavus)